# Xavier Alexander
Pour les articles homonymes, voir Alexander.
Xavier Alexander, né le 19 octobre 1988 à Forest Park en Oklahoma, est un joueur américain de basket-ball.